# Sirawit Kesornsumon
Sirawit Kesornsumon (thailändisch สิรวิชญ์ เกษรสุมล, * 23. September 2004) ist ein thailändischer Fußballspieler.

## Karriere
Sirawit Kesornsumon erlernte das Fußballspielen in der Jugendmannschaft des Ratchaburi FC. Hier unterschrieb er im Januar 2023 auch seinen ersten Vertrag. Der Verein aus Ratchaburi spielt in der ersten Liga, der Thai League. Sein Erstligadebüt gab Sirawit Kesornsumon am 12. Februar 2023 (19. Spieltag) im Auswärtsspiel gegen den Police Tero FC. Bei der 0:1-Niederlage wurde er in der 87. Minute für Kritsananon Srisuwan eingewechselt.